# 湘江中路站
湘江中路站位于中华人民共和国湖南省长沙市天心区及开福区交界湘江一桥（河东）南侧匝道的绿地内，是长沙地铁2号线的地铁车站，于2014年4月29日开通。

## 车站

### 车站结构
| 地面      |                                     | 地铁出入口                            |                        |
| 地下 一层 | 商业街（连通万达广场）              | 商业街（连通万达广场）                | 商业街（连通万达广场） |
| 地下 二层 | 大厅层                              | 大厅、售票机、客服中心                |                        |
| 地下 三层 | 设备层                              | 设备层                                | 设备层                 |
| 地下 四层 |                                     | 2号线列车往梅溪湖西（下一站：橘子洲） |                        |
| 地下 四层 | 岛式月台，左边车门将会开启          |                                       |                        |
| 地下 四层 | 2号线列车往光达（下一站：五一广场） |                                       |                        |

### 图集
- 站台层（2号线西延段建成前）
- 车站1号出口
- 车站4号出口
- 车站升降电梯
- 万达广场通往2号线湘江中路站的地下通道入口
- 位于车站负一层的商业街

### 车站出口
| 出口编号                              | 照片 | 无障碍设施 | 通往道路 | 可到达目的地 | 备注 |
| ------------------------------------- | ---- | ---------- | -------- | ------------ | ---- |
| 出口 · 1L · 扶手电梯标志              |      | 不適用     |          |              |      |
| 出口 · 2L · As · 扶手电梯标志         |      |            |          |              |      |
| 出口 · 4L · 升降机标志 · 扶手电梯标志 |      | 不適用     |          |              |      |
| 註： 設有 \| 設有扶手電梯             |      |            |          |              |      |

## 车站周边
- 君悦酒店
- 万达广场
- 杜甫江阁[4]
- 贾谊故居[5]